# Dakota do Sul
Dakota do Sul ou Dacota do Sul (em inglês: South Dakota (pronunciado [/saʊθ dəˈkoʊtə/] (escutarⓘ)) é um dos 50 estados dos Estados Unidos, localizado na Região Centro-Oeste do país. A maior parte deste estado localiza-se nas Grandes Planícies americanas. Por causa disto, a maior parte de Dakota do Sul caracteriza-se pelo seu terreno pouco acidentado, relativamente plano. Mais de 90% do estado é coberto por fazendas. A agropecuária tem sido historicamente a principal fonte de renda do estado. O estado é um dos líderes nacionais na produção de trigo. A Dakota do Sul também possui um dos maiores rebanhos de gado bovino do país, embora atualmente as duas maiores fontes de renda do estado sejam a prestação de serviços financeiros e imobiliários e a indústria de manufatura.
Uma das principais fontes de renda de Dakota do Sul é o turismo. Anualmente, milhões de turistas visitam o estado. A região de Black Hills, localizada no oeste do estado, é uma região montanhosa que abriga a principal atração turística do estado, o Monte Rushmore, onde estão esculpidos os bustos de quatro presidentes norte-americanos. Esta enorme escultura é uma das atrações turísticas mais conhecidas dos Estados Unidos, e rendeu ao estado o epíteto The Mount Rushmore State.
O nome do estado provém dos Sioux, que se chamavam a si mesmos de Dakota, que significa "amigo". A região que compõe atualmente a Dakota do Sul foi uma das últimas regiões dos Estados Unidos continental a ser explorada e assentada pelos americanos. Em 1858, o governo americano criaria o Território de Dakota - um território que incluía o que forma atualmente os estados de Dakota do Norte e Dakota do Sul, até então parte do Território de Minnesota. O Território de Dakota seria escassamente povoado até ao século XIX, quando as primeiras ferrovias passando pela região foram construídas ao longo do Território de Dakota, incentivando assim a prática da agricultura na região. Inicialmente, alguns poucos latifundiários dominavam a economia do território. Porém, o sucesso destes latifundiários e as ferrovias atraíram milhares de pessoas à região. Em 2 de novembro de 1889, o Território de Dakota foi dividido nos atuais Dakota do Norte e Dakota do Sul, e ambos foram elevados à categoria de estados.

## História

### Até 1889
Quando os primeiros imigrantes europeus exploraram a região que atualmente constitui o estado de Dakota do Sul, duas tribos nativas americanas viviam na região: os Akirara, nativos americanos de caráter sedentário, e que viviam primariamente da agricultura, e os Cheyenne, nativos americanos nômades e que viviam primariamente da caça. As relações entre os Arikara e os Cheyenne eram amigáveis. Durante o século XVIII, uma terceira tribo nativo americano, os Lakota, parte do grupo nativo americano dos Sioux, instalaram-se na região, já após a chegada dos primeiros exploradores europeus na região. Os Sioux não foram bem recebidos pelos Arikara, e confrontos entre as duas tribos nativo americanas foram comuns ao longo dos séculos XVIII e XIX, na atual Dakota do Sul.
Os primeiros exploradores europeus a explorarem a região que atualmente constitui o estado americano de Dakota do Norte foram os irmãos François e Louis-Joseph La Vérendrye, em 1743. Os irmãos enterraram uma inscrição em chumbo, com seus nomes, na região onde atualmente localiza-se Fort Pierre. Esta inscrição seria futuramente encontrada por acaso por crianças, numa escola na cidade, em 1913. Desde então, esta plaqueta faz parte do acervo histórico do Museu Histórico Estadual de Dakota do Sul.
Várias décadas antes da chegada dos irmãos Vérendrye, porém, a região da atual Dakota do Sul já fora anteriormente reivindicada pelos franceses em 1682, por René-Robert Cavelier, que reivindicara toda a bacia hidrográfica do Rio Mississípi-Missouri, bacia que inclui toda a atual Dakota do Sul, e que fazia parte da colônia francesa de Nova França, divisão administrativa de Luisiana. Após os irmãos Vérendrye terem deixado a região de Dakota do Sul, ainda em 1743, poucas pessoas de ascendência europeia pisariam na região. Foi somente em 1785 que o primeiro colono de ascendência europeia - Pierre Dorion, um comerciante e caçador franco-canadense - estabeleceu-se na atual Dakota do Sul, em caráter permanente.
Em 1763, como parte do Tratado de Paris, a França cedeu todos os seus territórios a oeste do Rio Mississípi para a Espanha, a metade ocidental do território conhecido como Luisiana. Assim sendo, muito da atual Dakota do Norte passou a ter controle espanhol. Em 1800, os espanhóis cederam estes territórios para a França. Esta por sua vez vendeu toda a Luisiana aos Estados Unidos em 1803. O Presidente americano Thomas Jefferson deu a Meriwether Lewis e William Clark a missão de explorar a região da Luisiana.  Lewis e Clark explorariam a região de Dakota do Sul pela primeira vez em agosto de 1804, tendo acampado próximo a atual cidade de Elk Point, e estabelecido relações amigáveis com tribos nativo americanas vivendo na região. Em setembro os exploradores partiram rumo ao nordeste, em direção à atual Dakota do Norte. Eles retornariam mais uma vez à atual Dakota do Sul em 1806, na viagem de volta para a costa leste americana.
Lewis e Clark descreveram a região de Dakota do Sul como uma região cheia de animais cuja pele era cobiçada por comerciantes - como o bisão - atraíram muitos caçadores e comerciantes à região. O primeiro posto comercial na Dakota do Sul foi fundado em 1817. Este posto desenvolver-se-ia posteriormente na atual cidade de Fort Pierre. Porém, o crescente povoamento da região por parte dos americanos de ascendência europeia fizeram com que tribos nativos americanas passassem a temer cada vez mais pela perda de suas terras. Tensões entre ameríndios e americanos de ascendência europeia surgiram. Em 1823, os Arikara atacaram uma comunidade americana, tendo massacrado os seus habitantes. Em resposta, o governo americano enviou tropas à região. Os sioux, inimigos dos Arikara, aliaram-se com as tropas americanas. Os Arikaras foram derrotados no mesmo anos e confinados em reservas nativas
A atual Dakota do Sul, inicialmente parte do Território da Luisiana, tendo sido incorporada ao Território do Missouri em 1812. Em 1834, a porção ocidental da atual Dakota do Sul seria cedida ao Território de Michigan, porção que pertenceria posteriormente aos territórios de Wisconsin, Iowa e Minnesota.
A região que atualmente constitui a Dakota do Sul começou a desenvolver-se rapidamente durante a década de 1830, quando descobriu-se que navios a vapor eram capazes de circular na região do Rio Mississípi que corta a Dakota do Sul, incentivando a caça e o comércio de peles na região. A caça foi a principal fonte de renda de Dakota do Sul até à década de 1850. A partir de 1857, grandes consórcios compraram grandes quantidades de terras na atual Dakota do Sul. Estas companhias dividiram suas terras em pequenos lotes que eram alugados a fazendeiros dispostos a cultivar na região. Estas mesmas companhias fundaram também diversas cidades na região, como Bon Homme, Vermillion e Yankton. Em 1858, os Sioux concordaram em ceder suas terras no sudoeste da atual Dakota do Sul. Os consórcios e a saída dos Sioux do sudoeste de Dakota do Sul atrairiam centenas de pessoas durante o final da década.
Em 1861 o governo americano criou o Território de Dakota. Este território incorporava o que atualmente forma os atuais estados de Dakota do Norte e Dakota do Sul, bem como partes dos atuais Montana e de Wyoming. Em 1863, o Ato Homestead passou a valer no Território de Dakota. Ainda em 1863, partes do Território de Dakota foram cedidas para os territórios de Montana e Wyoming, restando o território formado atualmente por Dakota do Norte e Dakota do Sul. O Ato Homestead fornecia lotes de terra a nenhum custo para famílias que estivessem dispostas a assentar a região, em um esforço para incentivar o povoamento da região, ainda muito não-povoada.
Diversos conflitos entre americanos de ascendência europeia e os nativos americanos Sioux ocorreram durante a década de 1860. Um destes conflitos fora a Guerra de Red Cloud, ocorrida entre 1866 e 1868. Os Sioux eram contra a construção de estradas e da presença de americanos brancos dentro do atual centro-oeste de Dakota do Sul, acreditando que tais estradas iriam interferir com seu estilo de vida. A guerra foi marcada por diversos ataques-surpresa contra cidadezinhas e tropas americanas. Os ataques dos Sioux tiveram fim em 1868, quando o governo federal concordou, através do Tratado de Laramie, em não construir estradas e impedir o povoamento da região centro-oeste de Dakota do Sul, a oeste do Rio Missouri, fazendo da região uma gigantesca reserva nativo americana, o Great Sioux Reservation.
O governo federal violou os termos do Tratado de Laramie em 1874, quando enviou tropas americanas lideradas por George A. Custer dentro dos limites da reserva nativo americana sioux, rumo ao Black Hills, em busca de ouro. Grandes reservas de ouro foram encontrados dentro dos limites da reserva indígena entre 1876 e 1877, causando uma corrida do ouro, que atraiu milhares de pessoas vindas de outros estados americanos e imigrantes à região. Em 1872, a primeira ferrovia conectando a Dakota do Sul com o resto do país foi inaugurada, propiciando o escoamento do ouro minerado na região, e incentivando o povoamento e o cultivo de terras em regiões isoladas. A Dakota do Sul passou a tornar-se uma grande produtora de trigo e de milho. A indústria agropecuária superaria a mineração como principal fonte de renda da região durante a década de 1880.
A violação do Tratado de Laramie levou a um grande motim por parte dos Sioux, motim liderado por Crazy Horse e Sitting Bull. Os nativos americanos realizaram diversos ataques contra assentamentos brancos, mas foram definitivamente derrotados em 1877, tendo sido confinados definitivamente em pequenas reservas nativas.

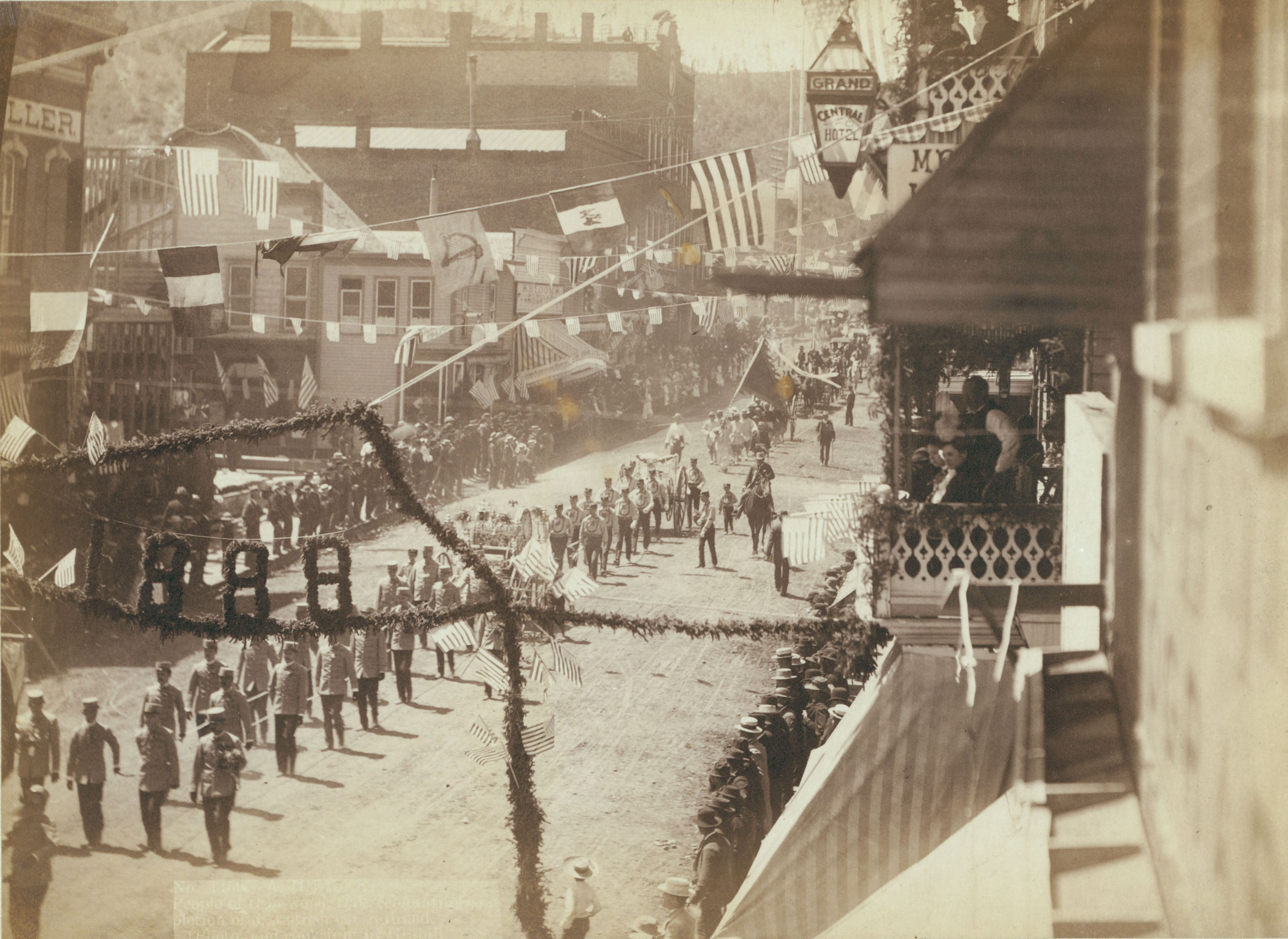
Deadwood, em 1888.

Graças à mineração do ouro e da agropecuária, a população de todo o Território de Dakota - incluindo a região da atual Dakota do Sul - passou a crescer rapidamente. Porém, as ferrovias que haviam propiciado a ascensão das indústrias do trigo e da mineração, bem como o povoamento da região, passaram a causar tensões de cunho divisório entre a região norte e sul do Território de Dakota. Estas ferrovias - que eram transcontinentais, conectando a costa leste americana com a costa oeste - cruzavam o Território de Dakota num sentido leste-oeste. Não existiam ferrovias conectando o norte do território com o sul, e o transporte entre ambas as regiões era difícil. O rápido crescimento populacional do Território de Dakota passou a fazer com que o governo do território e seus habitantes passassem a pressionar o governo americano a fazer com que o território fosse elevado à categoria de estado. Porém, por causa das tensões divisórias, rapidamente os habitantes do norte e do sul do Território de Dakota passassem a exigir que cada região tivesse seu próprio governo.
Em fevereiro de 1889 o Congresso dos Estados Unidos dividiu o Território de Dakota em dois. Ambos os territórios adquiriram então suas atuais fronteiras políticas. A rivalidade entre ambas as Dakotas era tanta que, após a aprovação do Congresso em permitir que ambos os territórios fossem elevados à categoria de estado, ambas as Dakotas passaram a exigir que fossem elevados à categoria de estado primeiramente. A rivalidade fez com que o Presidente Benjamin Harrison - após a ratificação da Constituição americana por ambas as Dakotas - ordenasse ao Secretário de Estado James Blaine que misturasse ambos os documentos e o impedisse de ver qual o documento que elevava oficialmente um dos territórios à categoria de estado. Isto foi feito para que ninguém soubesse quem fora elevada primeiramente à categoria de estado. Assim sendo, em 2 de novembro de 1889, a Dakota do Sul tornou-se o 39.° estado dos Estados Unidos juntamente com a Dakota do Norte.

### 1889 - Tempos atuais
No mesmo ano em que a Dakota do Sul se tornou um estado americano, um movimento nativo americano teve início nas reservas indígenas sioux do estado. Este movimento pedia pelo retorno das antigas tradições e estilos de vida entre a população Sioux. Estes haviam sido forçados a abandonarem muitas destas tradições e estilos de vida ao serem confinados em pequenas reservas, tornando-se sedentários. O nome deste movimento era Ghost Dance. Este movimento foi considerado uma ameaça pelo governo americano. Seu líder, Sitting Bull, foi assassinado pelos policiais (nativos americanos) enviados para prendê-lo. Muitos dos seguidores de Sitting Bull armaram-se e juntaram-se sob a liderança de Big Foot. Soldados americanos foram enviados para desarmar os nativos americanos. Porém, os soldados americanos acabaram matando cerca de 300 nativos americanos, entre mulheres, crianças e idosos, no Massacre de Wound Creek. Este confronto foi a última tentativa de resistência nativo americana contra a ocupação do interior americano por parte dos americanos de ascendência europeia.
As primeiras décadas como estado são marcadas pela instabilidade da economia e também do irregular crescimento populacional do estado. A população de Dakota do Sul havia crescido rapidamente, durante a época em que a região fazia parte do território de Dakota. Porém, um período de seca prolongada iniciou-se em 1889, e durou até 1897. A agropecuária de Dakota do Sul entrou em um período de grande recessão, e o crescimento populacional do estado ficou estagnada. O fim do período de seca em 1897 e o aumento dos preços de trigo e de milho, bem como o estabelecimento de novas terras livres para cultivo (removidas das reservas nativo americanas, às custas dos nativos americanos) iniciou um novo período de grande aumento populacional e de prosperidade econômica no estado, que perduraria até 1911, quando um novo período de seca se iniciou. O fim deste período de estiagem, em 1914, e a Primeira Guerra Mundial, fizeram com que o estado voltasse a prosperar economicamente.
O maior período de recessão econômica da história de Dakota do Sul teve início durante os meados da década de 1920, quando a diminuição dos preços do trigo e do milho no mercado doméstico e internacional causaram grande endividamento entre fazendeiros. Muitos destes, incapazes de pagarem suas dívidas, foram forçados a cederem suas propriedades aos bancos e mudarem-se para outras regiões. Isto causou a falência de inúmeros estabelecimentos bancários no estado. Esta recessão foi agravada com o início da Grande Depressão, em 1929, e que se estenderia até ao início da década de 1940. Além disso, o período mais prolongado de seca da história de Dakota do Sul abateu-se sobre o estado - de 1930 até 1940 - além de grandes tempestades de areia e enxames de gafanhotos, que causaram a destruição da indústria agrária de Dakota do Sul e grande miséria e pobreza entre muito da população do estado, fez com que muitos abandonassem a Dakota do Sul, e mudassem para outros estados, em busca de oportunidades de trabalho, e diminuindo drasticamente a população do estado, que atingira um máximo de 692 849 habitantes em 1930, para cair para 642 961 habitantes em 1940. Diversos programas de assistência sócio-econômica e construções públicas, por parte do governo de Dakota do Sul e dos Estados Unidos, seriam realizadas em uma tentativa de minimizar os efeitos da recessão.

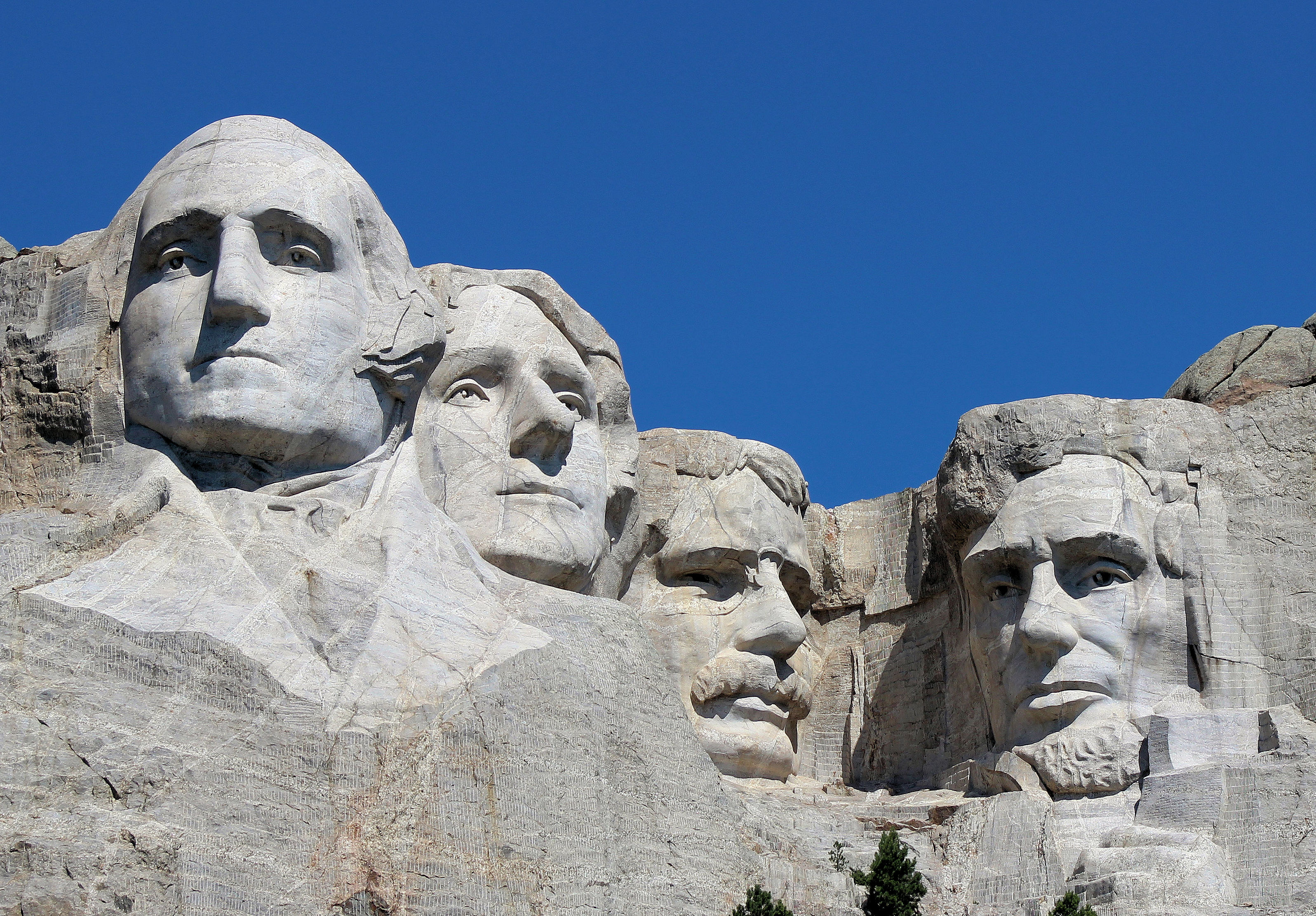
O Monte Rushmore é uma das atrações turísticas mais famosas do país, atraindo milhões de turistas por ano. A construção desta gigantesca escultura iniciou-se em 1927, tendo sido inaugurada em 1941.

Entre 1927 e 1941, o escultor Gutzon Borglum e 400 trabalhadores esculpiram no Monte Rushmore, em Black Hills, os bustos de quatro presidentes americanos: George Washington, Thomas Jefferson, Theodore Roosevelt e Abraham Lincoln. A inauguração desta gigantesca escultura, próxima à Keystone, serviu como um marco para a história dos Estados Unidos, e fez de Dakota do Sul, eventualmente, um grande polo turístico.
A recessão da década de 1930 teve fim em 1941, com a entrada dos Estados Unidos na Segunda Guerra Mundial, do período de estiagem e da alta dos preços de produtos agropecuários em geral. A Dakota do Sul voltou a prosperar economicamente, passando a vender grandes quantidades de produtos agropecuários para o governo americano. O governo de Dakota do Sul também adotou programas incentivando o turismo e a indústria de manufatura, buscando diminuir a dependência do estado em relação à indústria agropecuária, bem como o êxodo populacional - especialmente jovens - para outros estados. Porém, a diversificação da economia de Dakota do Sul foi lenta e gradual. Entre 1944 e 1966, quatro grandes usinas hidrelétricas foram construídas no estado. A importância do turismo na economia do estado tornaria-se cada vez maior a partir da década de 1960. Uma recessão na indústria agropecuária do estado causaria uma diminuição da população de Dakota do Sul na década de 1960, embora desde 1970, a população do estado tenha crescido continuamente, e o problema do êxodo populacional diminuiu.
Em 1972, grandes enchentes destruíram a Represa Rapid City Canyon Lake. As águas do reservatório acabaram matando 238 pessoas em Rapid City. Em 1973, a vila de Wounded Knee seria invadido e ocupado por cerca de 200 nativos americanos armados. Os nativos americanos exigiram que o governo do estado desse maior atenção aos problemas enfrentados pelas tribos nativo americanas do estado. A vila foi ocupada por 71 dias, sendo que diversos tiroteios ocorreram entre os nativos americanos e tropas militares, onde dois dos protestantes nativo americanos morreram. Em 1980, a Suprema Corte dos Estados Unidos ordenou que o governo americano pagasse 105 milhões de dólares aos Sioux de Dakota do Sul, como indenização da terra confiscada pelo governo americano na década de 1870. Os sioux recusaram, e até os dias atuais procuram o retorno de suas terras.
Durante a década de 1980, a Dakota do Sul buscou tornar-se um polo financeiro, fornecendo benefícios fiscais a bancos que estejam interessadas em instalarem sua sede corporal no estado. Porém, o Delaware forneceu melhores benefícios fiscais, e a maior parte dos bancos buscando instalar-se no estado mudaram-se para o Delaware. Mesmo assim, diversos bancos - primariamente de pequeno ou médio porte - instalaram-se a Dakota do Norte, fazendo da prestação dos serviços financeiros a principal fonte de renda do estado desde então. A indústria de manufatura desenvolveu-se drasticamente durante a década de 1990, iniciando um período de relativo grande crescimento populacional, que perdura até os dias atuais.

## Geografia

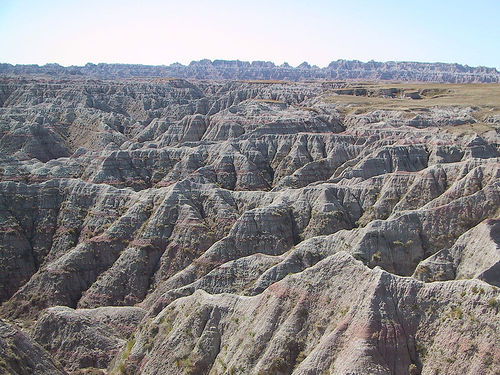
Região de badlands de Dakota do Sul.

A Dakota do Sul limita-se ao norte com a Dakota do Norte, a leste com o Minnesota e o Iowa, ao sul com o Nebraska e a oeste com o Wyoming e o Montana. Com quase 200 mil quilômetros quadrados, é o 17º maior estado americano em área do país.
O rio mais importante de Dakota do Sul é o Rio Missouri. O Missouri e seus afluentes banham praticamente todo o estado, com exceção da região nordeste. O maior lago do estado, o Lago Oahe, é artificial, sendo o reservatório da Represa Oahe. Florestas cobrem aproximadamente 4% de Dakota do Sul.
O estado pode ser dividido em quatro distintas regiões geográficas:
- As Planícies Dissected Till ocupam o sudeste de Dakota do Sul. Caracteriza-se pela presença de grandes quantidades de sedimentos glaciais, deixados por antigas geleiras. Caracteriza-se também pelo seu terreno relativamente plano e pelo seu solo muito fértil. O solo da região é erosionado facilmente, fazendo que rios presentes na região escavem vales muito profundos.
- O Drift Praire ocupa a maior parte da região oriental de Dakota do Sul. Caracteriza-se pelo seu terreno coberto por pequenos morros achatados, pelo seu solo fértil e pelos seus vários pequenos lagos glaciais, que atraem milhares de patos selvagens anualmente.
- As Grandes Planícies cobrem a maior parte de Dakota do Sul, cobrindo toda a região central, a maior parte da região ocidental e muito da região oriental do estado. Caracteriza-se pelo seu terreno relativamente pouco acidentado, marcado pela contínua presença de morros pouco elevados, pela sua baixa altitude, e pelo seu solo fértil, embora menos fértil do que o solo do Drift Praire. Badlands - regiões cujo solo foi extensivamente erosionado - são comuns nas Grandes Planícies de Dakota do Sul
- O Black Hills - a menor das quatro regiões geográficas - cobre o centro-oeste de Dakota do Sul, localizado entre o Rio Belle Fourche e o Rio Cheyenne, sendo um pequeno enclave das Grandes Planícies. O Black Hills caracteriza-se por ser uma região montanhosa, com uma altitude entre 600 e 1 200 metros. A região possui um terreno acidentado, possuindo diversos vales profundos e formações rochosas, e é rica em minerais tais como ouro, prata, cobre e chumbo. Estes acidentes geográficos fazem do Black Hills a principal atração turística de Dakota do Sul. Em uma destas formações rochosas, o Monte Rushmore, está esculpido os bustos de quatro Presidentes americanos. O Black Hills também abriga o ponto mais alto do estado, o Harney's Peak, que possui 2 207 metros de altitude.

### Clima

Tipos climáticos de Dakota do Sul.

O clima de Dakota do Sul é temperado. Devido ao seu terreno pouco acidentado e distante de grandes massas de água, a Dakota do Sul possui grandes variações de temperatura e um clima instável, embora não tanto quando a instabilidade do clima de Dakota do Norte. Os invernos de Dakota do Norte são frios, enquanto que verões são muito quentes.
No inverno, as temperaturas médias mais altas são registradas no sudoeste do estado, e diminuem à medida que se viaja em direção ao nordeste. A temperatura média no sudoeste é de -6 °C no sudoeste e de -12 °C no nordeste. A média das mínimas é de -12 °C no sudoeste e de -19 °C no nordeste. A média das máximas é de 2 °C no sudoeste e de -4 °C no nordeste. Extremos variam entre -45 °C e 18 °C. A temperatura mais baixa já registrada no estado foi de -50 °C, registrada em McIntosh, em 17 de fevereiro de 1936.
No verão, as temperaturas mais altas são registradas no sudeste, e diminuem à medida que se viaja em direção ao norte, ou na região montanhosa de Black Hills. A temperatura média no sudeste, é de 26 °C, e de 20 °C no noroeste e no Black Hills. A média das mínimas é de 14 °C no sudoeste e de 11 °C no noroeste, e a média das máximas é de 32 °C no sudoeste e de 25 °C no noroeste. Extremos variam entre 2 °C e 44 °C. A temperatura mais alta já registrada no estado foi de 49 °C, registrada em Gannvalley, em 5 de julho de 1936.
A Dakota do Sul possui baixas taxas de precipitação média anual de chuva. Nenhuma parte do estado recebe mais do que 70 centímetros de chuva por ano. As taxas de precipitação são maiores na região de Black Hills e no leste do estado - que recebem cerca de 62 centímetros anuais - e diminuem à medida que se viaja em direção a oeste, onde certas regiões recebem menos de 30 centímetros anuais de chuva. A taxa de precipitação de neve no estado é de 64 centímetros no sudeste e de 33 centímetros no noroeste do estado.

## Política

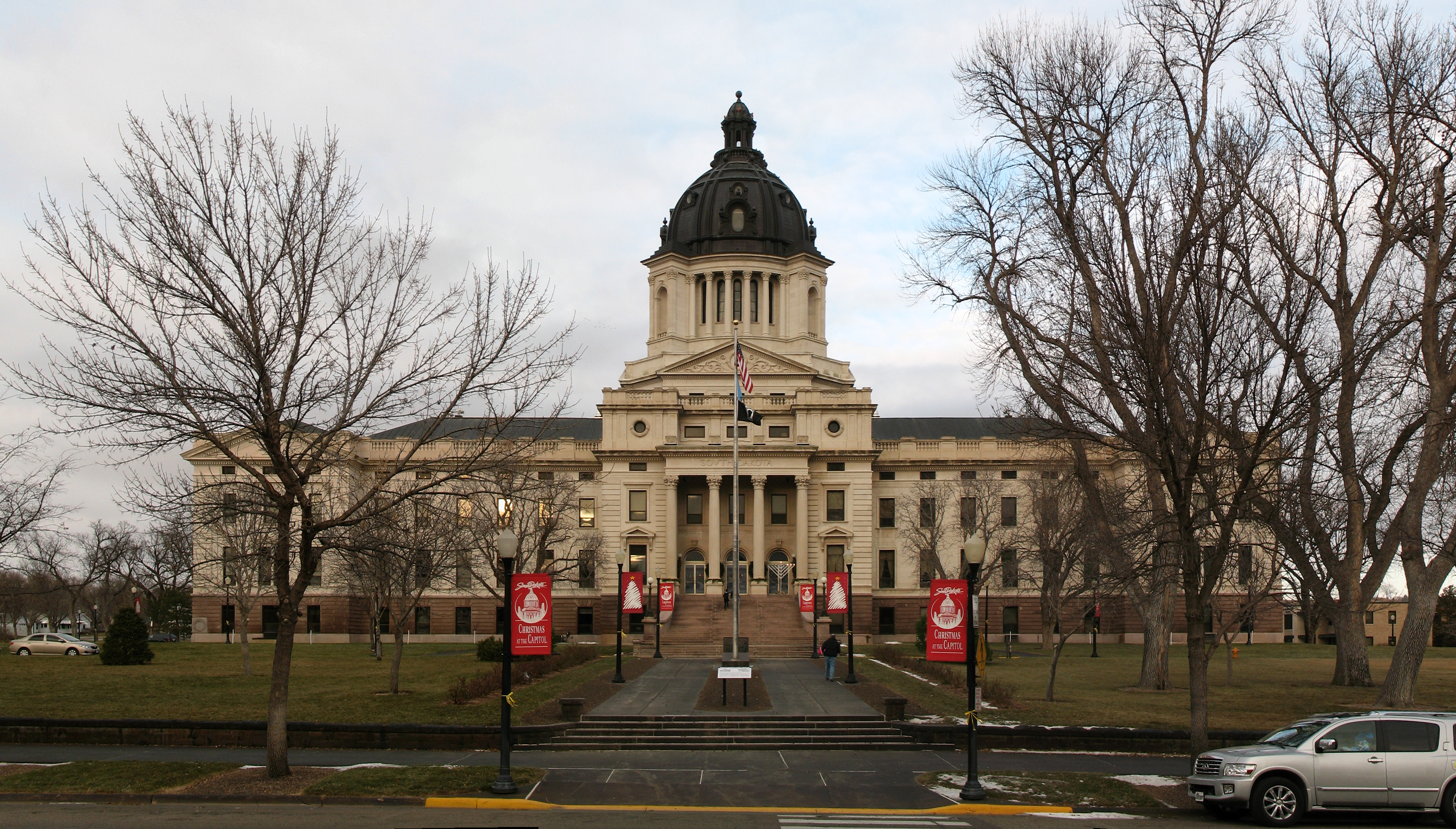
Capitólio Estadual de Dakota do Sul em Pierre.

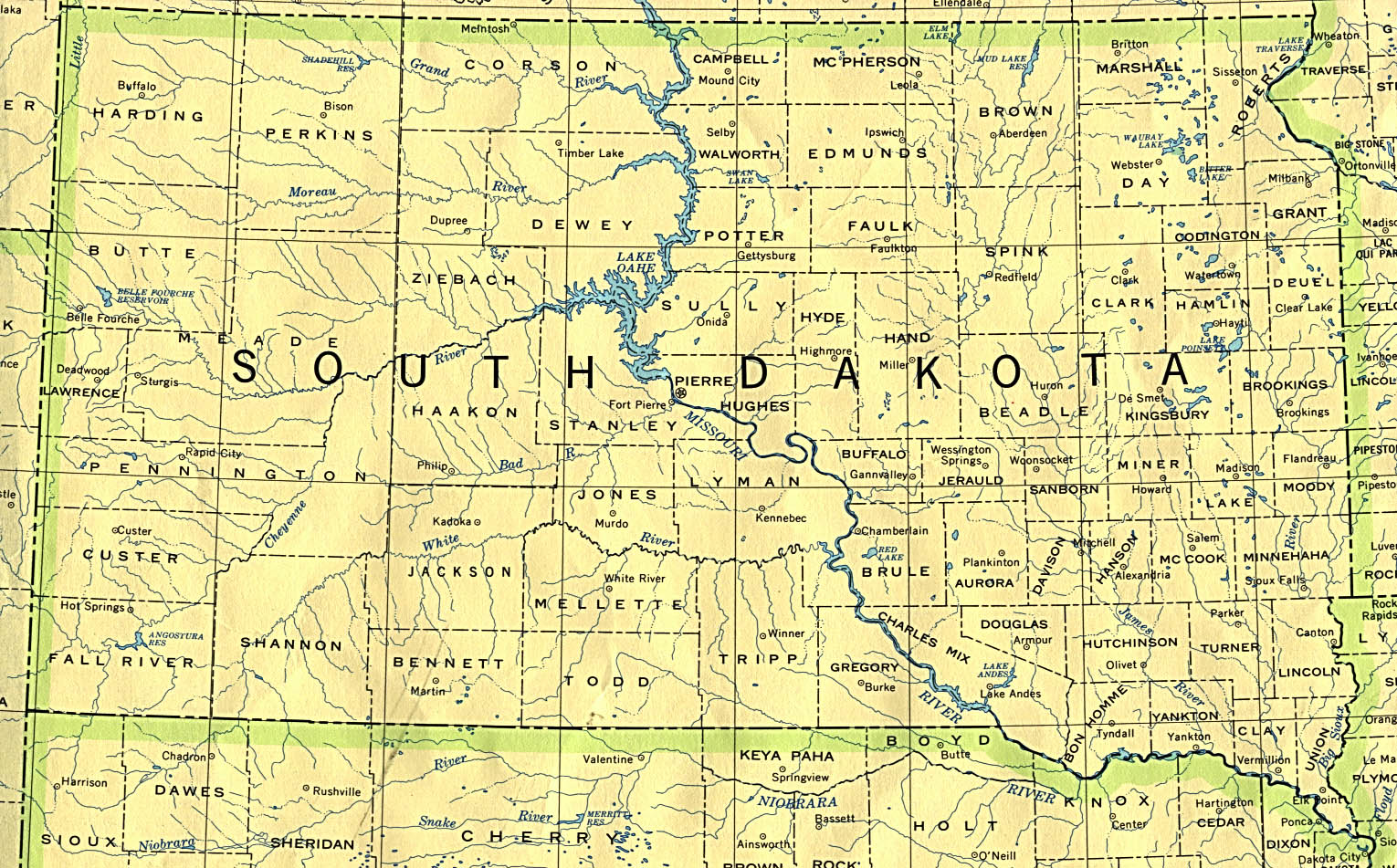
Mapa de Dakota do Sul e de seus 66 condados.

A atual Constituição de Dakota do Sul foi adotado em 1889. Emendas à Constituição são propostas pelo Poder Legislativo de Dakota do Sul, e para ser aprovada, precisa ser aprovada por ao menos 51% do Senado e da Câmara dos Representantes do estado, e então por 51% ou mais da população eleitoral de Dakota do Sul, em um referendo. A população também pode propor emendas à Constituição estadual através de um processo conhecido como iniciativa e referendo, uma petição assinada por ao menos 4% da população do estado. Se estes 4% são alcançados, então um referendo é realizado, onde, para ser aprovada, precisa ter ao menos 51% dos votos a favor. A Dakota do Sul fora o primeiro estado americano a implementar o processo de iniciativa e referendo. Um terceiro método para realizar emendas à constituição é através da realização de uma convenção constitucional, que para ser realizada, precisa ser proposta por uma das câmaras do Legislativo de Dakota do Sul, e aprovadas por 75% dos membros de ambas as câmaras, e então, por ao menos 51% da população eleitoral do estado, através da realização de um referendo.
O principal oficial do Poder Executivo de Dakota do Sul é o governador. Este é eleito pelos eleitores do estado para mandatos de até quatro anos de duração. Uma dada pessoa pode exercer o cargo de governador quantas vezes puder. Outros oficiais escolhidos são o tenente-governador, o tesoureiro, o secretário de Estado, o attorney general, o comissário da agricultura, o superintendente de educação, entre outros oficiais, para mandatos de até 4 anos de duração.
O Poder Legislativo de Dakota do Sul é constituído pelo Senado e pela Câmara dos Representantes. O Senado possui um total de 35 membros, enquanto a Câmara dos Representantes possui um total de 70 membros. A Dakota do Sul está dividido em 35 distritos legislativos. Os eleitores de cada distrito elegem um senador e dois representantes, que irão representar tal distrito no Senado/Câmara dos Representantes. O termo de ofício dos senadores é de quatro anos de duração, e o termo de ofício dos representantes é de dois anos.
A corte mais alta do Poder Judiciário de Dakota do Sul é a Suprema Corte de Dakota do Sul, composta por cinco juízes. Pessoas que são eleitas pela primeira vez como juiz da Suprema Corte de Dakota do Sul possuem um mandato de até três anos de duração. Após este termo, a população do estado, através de uma nova votação, escolhe entre terminar com o termo de ofício do juiz em questão ou em permitir que ele continue seu ofício. Caso seja reaprovado, o juiz em questão é eleito pela população do estado para um mandato de até oito anos de duração, onde após este período, uma nova votação é realizada. A Dakota do Sul está dividida em sete distritos judiciais, cada uma composta por no mínimo quatro juízes. Estes juízes são eleitos pela população dos seus distritos para mandatos de até 8 anos de duração. Estas cortes judiciais são chefiadas por um chefe da justiça, eleitos pelos juízes de suas respectivas cortes para mandatos de até 8 anos de duração.
A Dakota do Sul está dividido em 66 condados. Cada um destes condados é governador por um conselho de comissionadores, composto por três a cinco membros eleitos pela população de seus respectivos condados para mandatos de até quatro anos de duração. A Dakota do Norte possui cerca de 300 cidades. Estas cidades estão livres para escolherem sua estrutura de governo. A maior parte das cidades de Dakota do Sul são governadas por um prefeito e por um conselho municipal.
Cerca de 40% da receita do orçamento de Dakota do Sul é gerada por impostos estaduais, sendo o restante vem de verbas recebidas do governo federal e de empréstimos. Em 2002, o governo do estado gastou 2 772 milhões de dólares, tendo gerado 2 491 milhões de dólares. A dívida governamental de Dakota do Sul é de 2 308 milhões de dólares. A dívida per capita é de 3 036 dólares, o valor dos impostos estaduais per capita é de 1 285 dólares, e o valor dos gastos governamentais per capita é de 3 647 dólares.
Desde a criação de Dakota do Sul em 1889 e de sua elevação à categoria de estado, a Dakota do Sul tem sido dominado politicamente pelo Partido Republicano. O primeiro governador do estado foi um republicano. Historicamente, de cada quatro pessoas eleitas para a posição de governador, três tem sido republicanos. A maioria dos políticos eleitos para posições no Legislativo, em cidades e em condados também são republicanos. A nível nacional, a maioria dos senadores e membros da Câmara dos Representantes federal tem sido republicanos. Os democratas passaram a ganhar crescente força somente a partir da década de 1950, embora ainda em tempos atuais os republicanos dominem politicamente a Dakota do Sul.

## Demografia
O censo nacional de 2000 estimou a população de Dakota do Sul em 754 844 habitantes, um crescimento de 8,5% em relação à população do estado em 1990, de 696 004 habitantes. Uma estimativa realizada em 2005 estima a população em 775 933 habitantes, um crescimento de 11,4% em relação à população do estado em 1990, de 2,8%, em relação à população em 2000, e de 0,7% em relação à população estimada em 2004.
O crescimento populacional natural de Dakota do Sul entre 2000 e 2005 foi de 19 199 habitantes - 56 247 nascimentos menos 37 048 óbitos - o crescimento populacional causado pela imigração foi de 3 957 habitantes, enquanto a migração interestadual resultou no ganho de 735 habitantes. Entre 2000 e 2005, a população do estado cresceu em 21 089 habitantes, e entre 2004 e 2005, em 5 312 habitantes.
6,8% da população de Dakota do Sul tem menos de 5 anos de idade, 26,8% menos de 18 anos de idade, e 14,3% 65 anos de idade ou mais. Pessoas do sexo feminino compõem aproximadamente 50,4% da população do estado.

### Raças e etnias
Composição racial da população de Dakota do Sul de acordo com o U.S. Census Bureau 2010:
- 84,7% brancos não-hispânicos;
- 8,8% ameríndios;
- 0,9% asiáticos;
- 1,3% afro-americanos;
- 2,1% duas ou mais raças.

Os cinco maiores grupos étnicos de Dakota do Sul são alemães (que compõem 40,7% da população do estado), noruegueses (15,3%), irlandeses (10,4%), nativos americanos (8,3%) e ingleses (7,1%).
Alemães formam o maior grupo étnico de Dakota do Sul, especialmente no leste. Diversos condados do estado também possuem uma grande população de ascendência escandinava. Nativos americanos, primariamente Sioux, são um grupo étnico predominante em diversos condados de Dakota do Sul.

### Religião
Percentagem da população de Dakota do Sul por afiliação religiosa:
- Cristianismo – 91%;
  - Protestantes – 65%;
    - Igreja Luterana – 30%;
    - Igreja Metodista – 12%;
    - Igreja Presbiteriana – 4%;
    - Igreja Batista – 3%;
    - Igreja Pentecostal – 2%;
    - Outras afiliações protestantes – 14%;

  - Igreja Católica Romana – 25%;
  - Outras afiliações cristãs – 1%;
- Outras religiões - 1%;
- Não-religiosos – 8%.

De acordo com os dados, a maioria da população de Dakota do Sul é protestante (65%). É o segundo estado com mais Luteranos (30%) no país, perdendo apenas para a sua vizinha a Dakota do Norte e superando os estados de Minnesota e Wisconsin, grande parte desse número deve-se ao grande número de descendentes de alemães, mas também de suecos e noruegueses que são em sua maioria luteranos, é um dos estados mais religiosos do país, e um dos mais protestantes, contudo a Dakota do Sul não faz parte do Bible Belt, por ser um estado onde a maioria são Protestantes tradicionais e por ser um estado do Norte, também há uma comunidade significativa de católicos no estado, também há minorias religiosas no estado, como budistas, judeus e muçulmanos, contudo a Dakota do Sul é um dos estados com menor percentagem de pessoas sem filiação religiosa no país, apenas 8% da sua população considera-se sem religião. Cerca de 60% da população do estado considera a religião algo muito importante nas suas vidas e mais 24% considera-se moderadamente religioso e apenas 9% considera-se a religião algo não muito importante para as suas vidas.

### Principais cidades

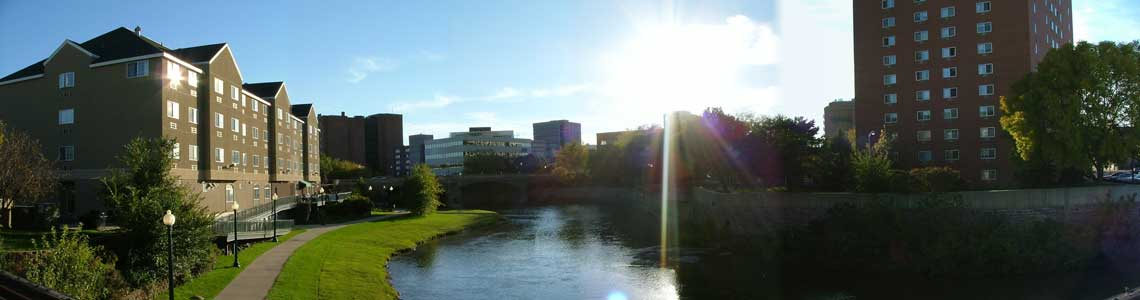
Sioux Falls.

- Aberdeen
- Brookings
- Deadwood
- Huron
- Lead
- Madison
- Mitchell
- Pierre
- Rapid City
- Sioux Falls
- Sturgis
- Watertown
- Yankton

## Economia
O produto interno bruto de Dakota do Sul foi de 23,12 bilhões de dólares em 2003. A renda per capita do estado, por sua vez, foi de 30 722 dólares. A taxa de desemprego de Dakota do Sul é de 3,5%, a terceira mais baixa do país, maior somente do que as taxas de desemprego do Havaí e da Dakota do Norte.
O setor primário responde por 8% do PIB de Dakota do Sul. Juntas, a agricultura e a pecuária respondem por 8% do PIB de Dakota do Sul, e empregam aproximadamente 44 mil pessoas. Os efeitos da pesca e da silvicultura são residuais na economia do estado.
A agropecuária é uma das principais fontes de renda de Dakota do Norte. Nenhum estado americano depende tanto da agropecuária quanto a Dakota do Sul, e como consequência, a percentagem da participação da indústria agropecuária no PIB estadual é a maior entre qualquer estado americano. O estado possui 33 mil fazendas, que cobrem aproximadamente 90% do estado. A Dakota do Sul é uma das líderes nacionais na produção de trigo, milho, sementes de girassol e carne e leite bovino, possuindo um dos maiores rebanhos bovinos do país.
O setor secundário responde por 18% do PIB de Dakota do Sul. A indústria de manufatura responde por 13% do PIB do estado e emprega aproximadamente 52 mil pessoas. O valor total dos produtos fabricados no estado é de 5 500 milhões de dólares. Os principais produtos industrializados fabricados no estado são equipamentos eletrônicos em geral, alimentos industrialmente processados, maquinário, equipamentos de transportes e derivados de petróleo. A indústria de construção responde por 4% do PIB do estado, empregando aproximadamente 28 mil pessoas. A mineração responde por 1% do PIB de Dakota do Sul, empregando cerca de 1,6 mil pessoas. Os principais recursos naturais minerados no estado são petróleo, granito e arenito.
O setor terciário responde por 74% do PIB de Dakota do Sul. O estado é um grande polo financeiro, tendo atraído diversas instituições financeiras através de programas de incentivos fiscais. Serviços financeiros e imobiliários respondem por cerca de 20% do PIB do estado, empregando aproximadamente 43 mil pessoas. Aproximadamente 18% do PIB do estado são geradas através de serviços comunitários e pessoais. Este setor emprega cerca de 146 mil pessoas. O comércio por atacado e varejo responde por 16% do PIB do estado, e emprega aproximadamente 111 mil pessoas. Serviços governamentais respondem por 14% do PIB de Dakota do Sul, empregando aproximadamente 71 mil pessoas. Transportes, telecomunicações e utilidades públicas empregam 23 mil pessoas, e respondem por 8% do PIB de Dakota do Sul. Cerca de 56% da eletricidade gerada no estado é produzida em usinas hidrelétricas. A maior parte do restante é gerada em usinas termelétricas a carvão ou a petróleo.

## Educação
A primeira escola pública de Dakota do Sul foi fundada em 1860, em Bon Homme, embora esta escola tenha sido demolida apenas três meses depois, e seu material, usado para a construção de uma muralha de defesa contra-ataques indígenas. Em 1862, o governo do território de Dakota criou um sistema de educação pública. Em 1864, o governo do território indicaria o primeiro superintendente de educação pública do território. A primeira escola construída em caráter permanente na Dakota do Sul foi fundada em 1865, em Vermillion. Quando os estados de Dakota do Norte e Dakota do Sul foram criados, cada uma continuou a suportar economicamente todas as escolas de língua inglesa no Estado. Posteriormente, o Estado também passaria a fornecer verbas a escolas que ensinassem idiomas nativos americanos em reservas indígenas.
Atualmente, todas as instituições educacionais em Dakota do Sul precisam seguir regras e padrões ditadas pelo Conselho Estadual de Educação de Dakota do Sul. O Conselho é composto por nove membros indicados pelo governador e aprovados pelo Senado, para termos de ofício de até quatro anos de duração. Cada cidade primária (city), diversas cidades secundárias (towns) e cada condado, é servida por um distrito escolar. Nas cidades, a responsabilidade de administrar as escolas é do distrito escolar municipal, enquanto em regiões menos densamente habitadas, esta responsabilidade é dos distritos escolares operando em todo o condado em geral. Cada distrito escolar possui seus próprios superintendentes. A Dakota do Sul não permite a operação de escolas charter - escolas públicas independentes, que não são administradas por distritos escolares, mas que dependem de verbas públicas para operarem. Atendimento escolar é compulsório para todas as crianças e adolescentes com mais de seis anos de idade, até a conclusão do segundo grau ou até os quinze anos de idade.
Em 1999, as escolas públicas do estado atenderam cerca de 131 mil estudantes, empregando aproximadamente 9,4 mil professores. Escolas privadas atenderam cerca de 9,4 mil estudantes, empregando aproximadamente 700 professores. O sistema de escolas públicas do Estado consumiu cerca de 697 milhões de dólares, e o gasto das escolas públicas foi de aproximadamente 5,6 mil dólares por estudante. Cerca de 88,7% dos habitantes do Estado com mais de 25 anos de idade possuem um diploma de segundo grau.
As primeiras bibliotecas públicas de Dakota do Sul foram fundadas durante a década de 1880. Atualmente, o estado possui 126 sistemas de bibliotecas públicas diferentes, que movimentam anualmente uma média de 8 livros por habitante. A primeira instituição de educação superior fundada no estado foi a Faculdade Yankton, fundada em 1881, e fechada em 1984. Atualmente, o estado possui 27 instituições de educação superior, dos quais 14 são públicas e 13 são privadas. Destas instituições, 10 são universidades e 17 são faculdades. A maior universidade do estado é a Universidade Estadual de Dakota do Sul.

## Transportes e telecomunicações
A primeira ferrovia conectando a Dakota do Sul com outras regiões do país foi inaugurada em 1872, em Vermillion. A Dakota do Sul em 2002 contava 2 956 km de ferrovias. Em 2003, a Dakota do Sul possuía 134 683 km de vias públicas, dos quais 1 093 km eram rodovias interestaduais, considerados parte do sistema federal rodoviário dos Estados Unidos.
Atualmente, duas companhias ferroviárias fornecem transporte de carga, e a Amtrak fornece serviço de transporte de passageiros. O aeroporto mais movimentado de Dakota do Sul é o Aeroporto Internacional de Sioux Falls. Muitos aeródromos estão espalhados em áreas rurais de Dakota do Sul, conectando regiões mais isoladas com o restante do estado. Sioux Falls é o principal pólo rodoviário, ferroviário e aeroportuário do estado.
O primeiro jornal do estado, o The Dakota Democrat, foi publicado pela primeira vez em 1859, em Sioux Falls. O jornal mais antigo do estado ainda em circulação, por sua vez, é o Weekly Dakotian, jornal semanal impresso pela primeira vez em 1861, em Sioux Falls, e que tornaria-se em 1875 o atual Daily Dakotian, de circulação diária. Atualmente são publicados no estado cerca de 125 jornais, dos quais nove são diários. São impressos na Dakota do Sul cerca de 20 periódicos diferentes.
A primeira estação de rádio de Dakota do Sul foi fundada em 1922, em Rapid City. A primeira estação de televisão foi fundada em 1953, em Sioux Falls. Atualmente há no estado 83 estações de rádio - dos quais 36 são AM e 47 são FM - e 19 estações de televisão.

## Cultura

### Símbolos do estado
- Árvore: Picea
- Bebida: Leite
- Cavalo: Raça Nokota
- Cognomes:
  - Mount Rushmore State
  - Coyote State (não oficial)
- Dança quadrilha
- Esporte: Rodeio
- Flor: Pulsatilla
- Fóssil: Madeira petrificada tipo Teredo
- Gema: Ágata
- Grama: Agropyron smithii
- Inseto: Abelha
- Lema: Under God the People Rule (Sob Deus o Povo Reina)
- Mamífero: Coiote
- Mineral: Quartz
- Música: Hail, South Dakota!
- Pássaro: Faisão
- Peixe: Sander vitreus
- Pão: Taco navajo
- Slogan: Great Faces. Great Places. (Grandes Rostos. Grandes Lugares.)
- Sobremesa: Kuchen

### Outras fontes
- «United States Census Bureau» (em inglês)
- «Sítio web oficial de Dakota do Sul» (em inglês)
- «United States Department of Education» (em inglês)
- «United States Department of Commerce» (em inglês)
- «National Oceanic and Atmospheric Administration» (em inglês)
- Schell, Herbert Samuel e Miller, John E. (2004). History Of South Dakota. [S.l.]: South Dakota State Historical Society. ISBN 0-9715171-3-4